# Grosse Pointe Farms
Grosse Pointe Farms ist eine Stadt in Wayne County von Michigan in den Vereinigten Staaten. Die Siedlung liegt am Lake St. Clair. Sie zählt zu den wohlhabendsten Vororten der Metro Detroit. Das U.S. Census Bureau hat bei der Volkszählung 2020 eine Einwohnerzahl von 10.148 ermittelt.

## Geschichte
Das Gebiet, aus dem Grosse Pointe Farms werden sollte, wurde 1879 als Village of Grosse Pointe gegründet. Bis 1889 erstreckte sich das Dorf von der Provencal Road im Nordosten bis zur Cadieux Road im Westen. Im Jahr 1893 wurde der östlich der Fisher Road gelegene Teil des Dorfes abgetrennt und als Village of Grosse Pointe Farms eingemeindet, nachdem es zu einem Streit über den Standort einer Taverne gekommen war. Die Umwandlung in eine Stadt erfolgte jedoch erst 1949.

## Demografie
Nach der Volkszählung von 2020 leben in Grosse Pointe Farms 10.148 Menschen. Die Bevölkerung teilt sich 2019 auf in 96,0 % Weiße, 1,8 % Afroamerikaner, 1,1 % Asiaten und 1,0 % mit zwei oder mehr Ethnizitäten. Hispanics und Latinos aller Ethnien machten 2,7 % der Bevölkerung aus. Das mittlere Haushaltseinkommen lag bei 143.711 US-Dollar und die Armutsquote bei 2,5 %.

## Bilder

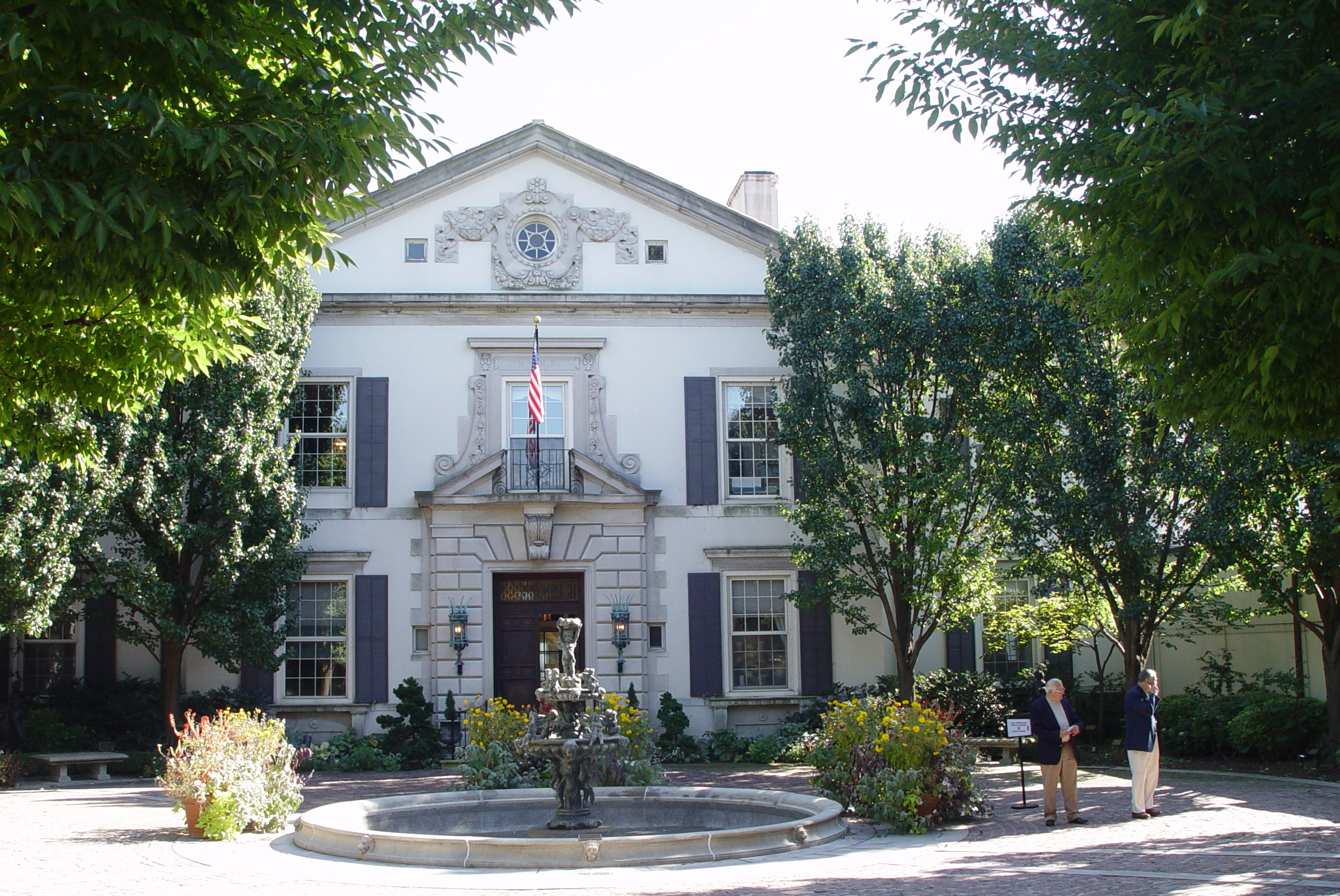
Grosse Pointe War Memorial
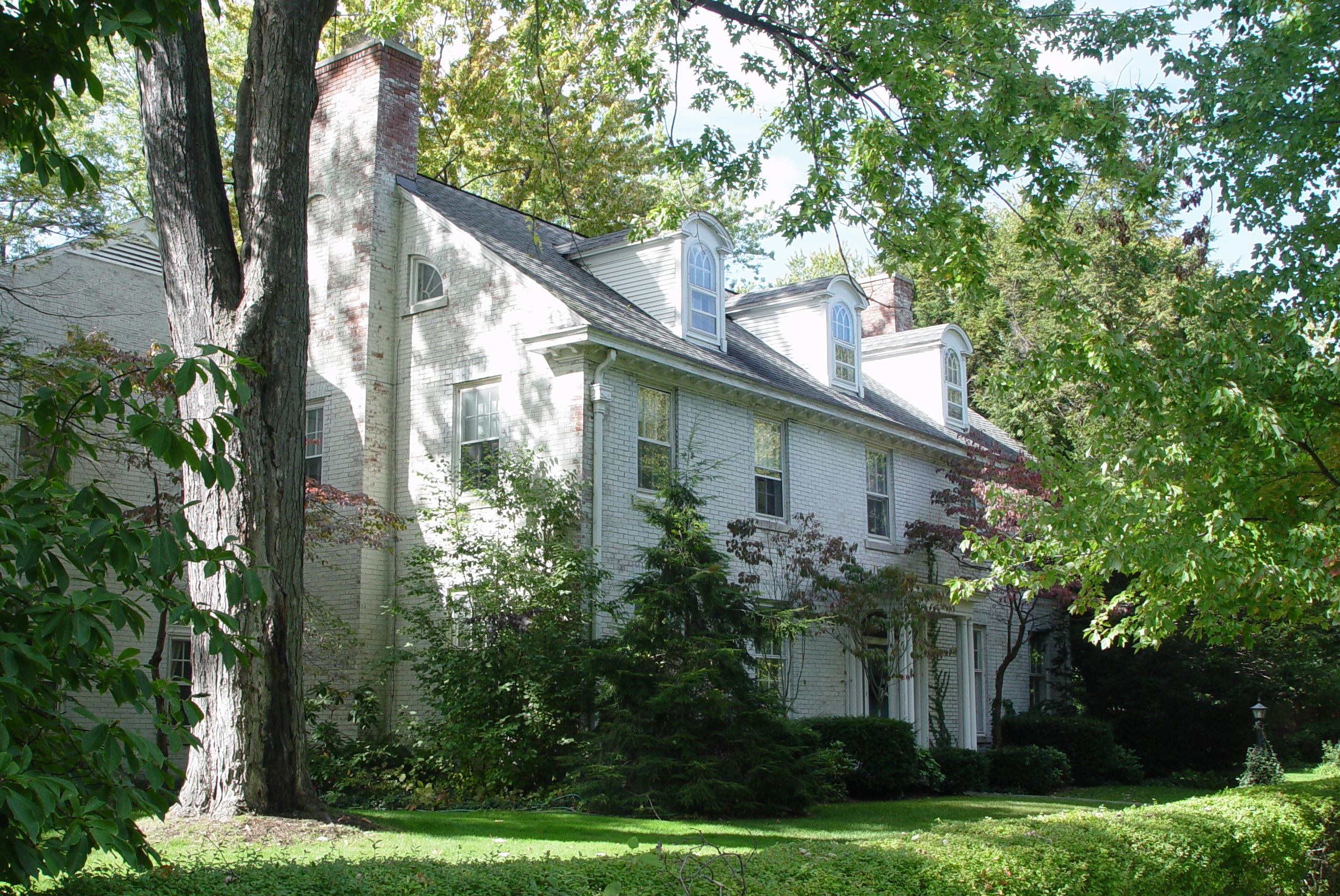
Beverly Road Historic District
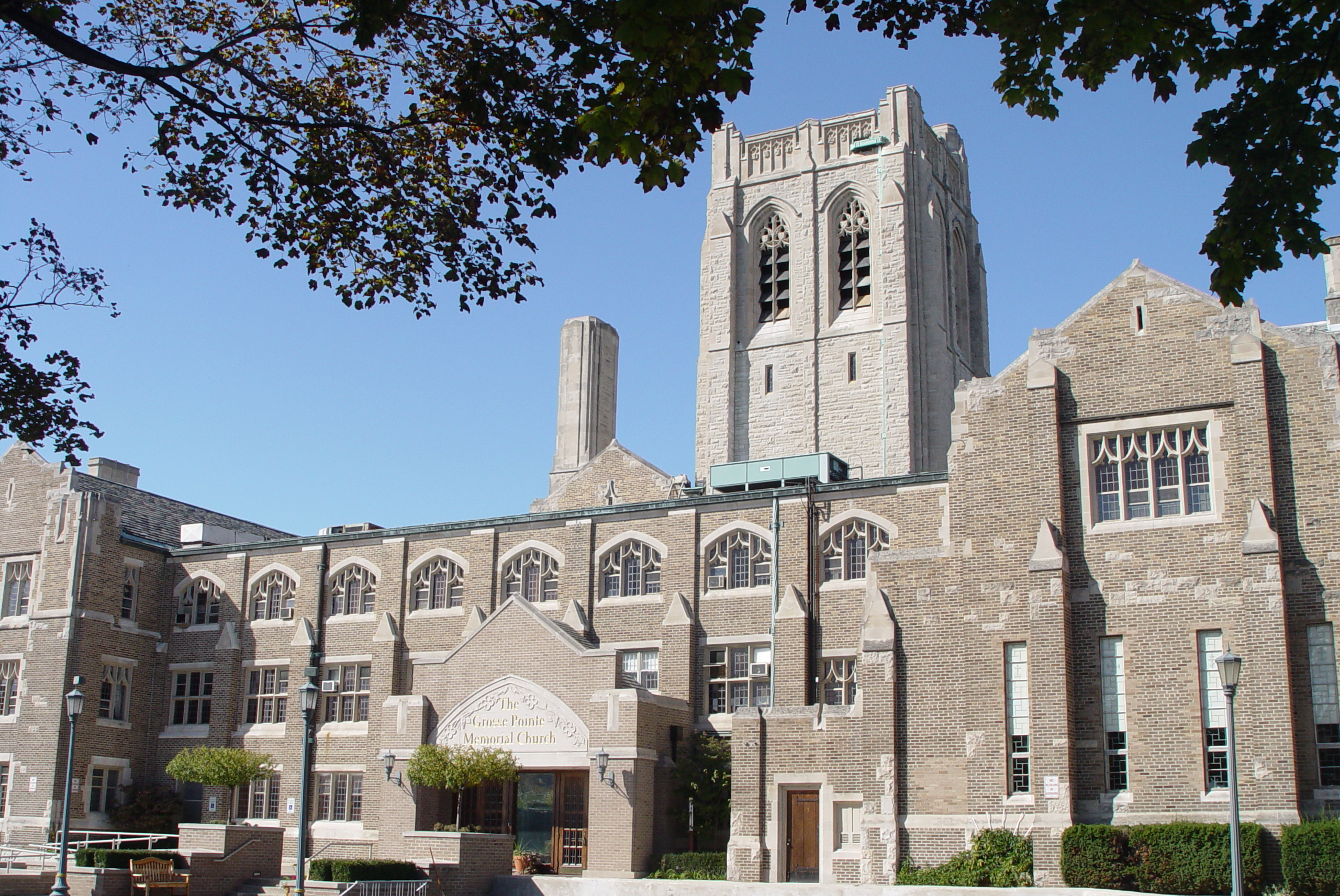
Grosse Pointe Memorial Church
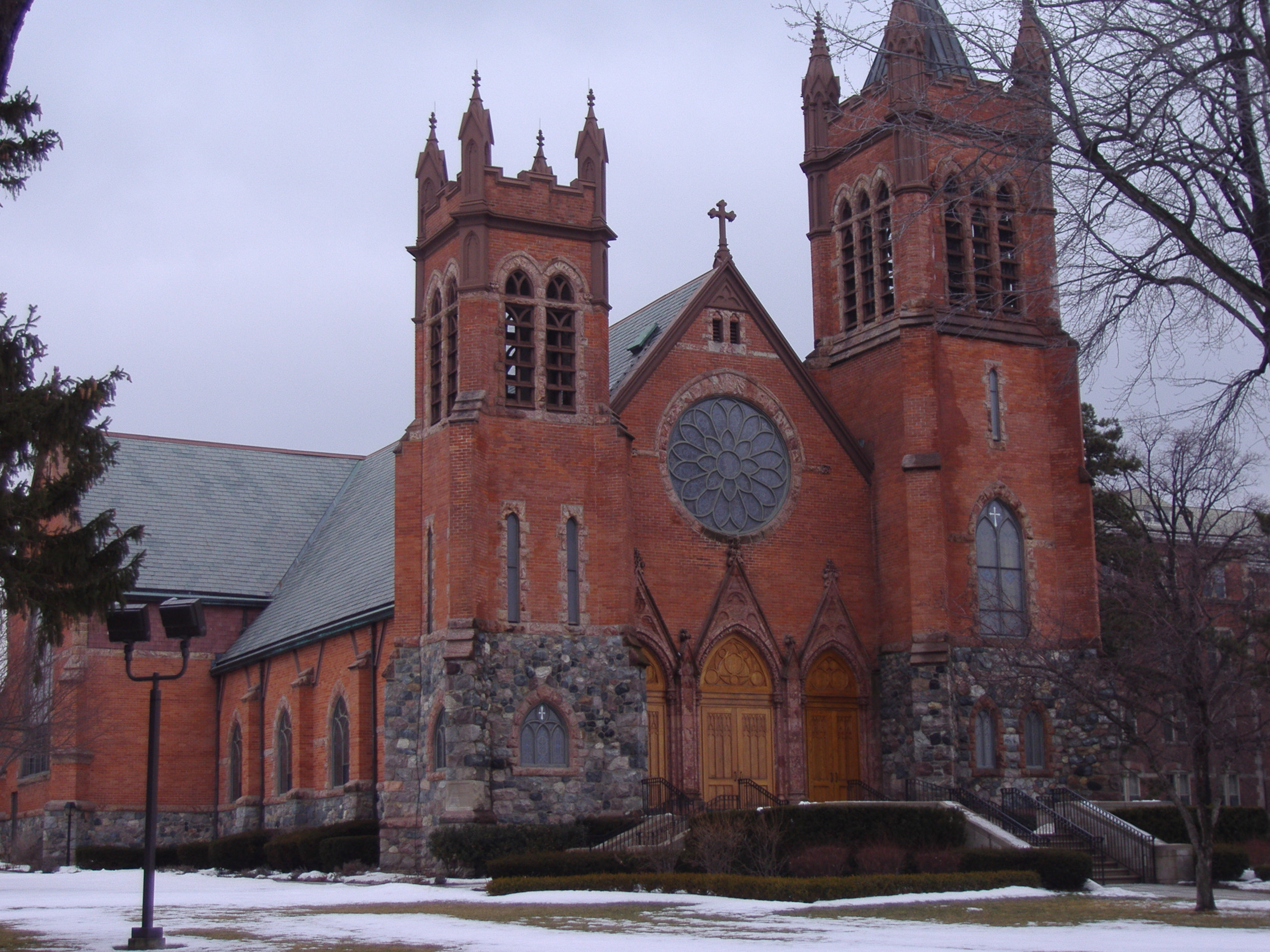
Saint Paul Catholic Church
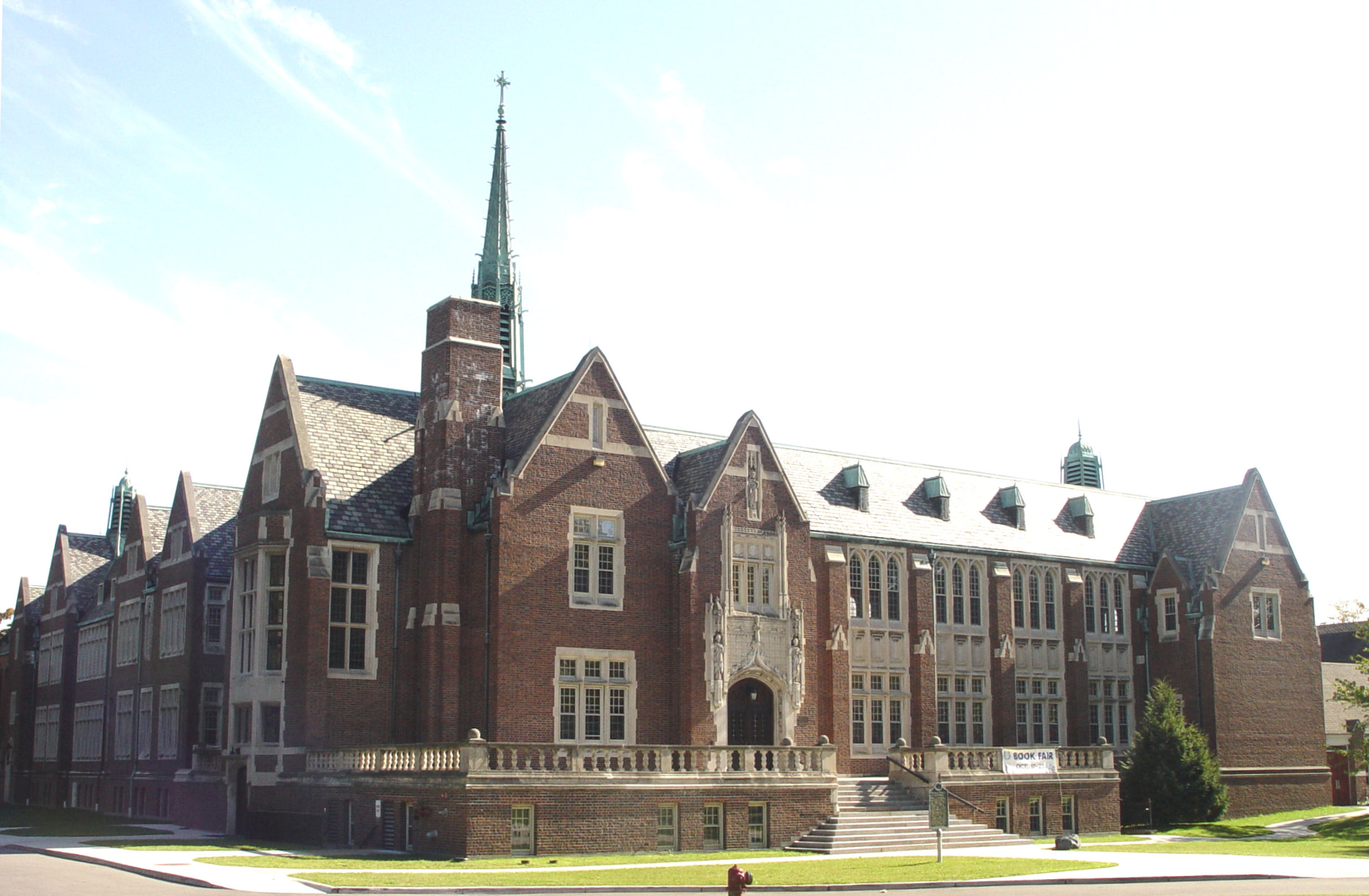
Grosse Pointe Academy

## Persönlichkeiten
- Joseph Leopold Imesch (1931–2015), römisch-katholischer Geistlicher, Bischof von Joliet in Illinois